# Perforin
Perforin er en cytolytisk gift på proteinform, som forekommer på overfladen af CD8+ T-celler. Når perforin frigives, indsætter det sig selv på målcellens plasmamembran og danner en pore.
Selv om ren perforin er nok til at lysere en celle, er perforins biologi ikke nok til, i sig selv, at forklare CD8+ T-celler og NK-cellers egenskab til at få celler til at begå selvmord. Denne selvmordsinduktion kræver mindst et ekstra protein, granulysin. Forsøgsmus uden perforin er blevet kultureret, og deres CD8+-celler var stadig i stand til at dræbe inficerede celler, dog med mindre effektivitet.
| Lægevidenskab | Spire Denne artikel om lægevidenskab er en spire som bør udbygges. Du er velkommen til at hjælpe Wikipedia ved at udvide den. |